# Stockach (Eisenberg)
Stockach ist ein Ortsteil der Gemeinde Eisenberg im schwäbischen Landkreis Ostallgäu. Die Einöde ist über Schweinegg zu erreichen.

## Baudenkmäler
Siehe auch: Liste der Baudenkmäler in Stockach
- Kapelle